# Liens de sang (film)
Pour les articles homonymes, voir Liens de sang.
Pour plus de détails, voir Fiche technique et Distribution.
Liens de sang (Extrasensorial) est un film d'horreur italo-ouest-allemand réalisé par Alberto De Martino et sorti en 1982.

## Fiche technique
Sauf indication contraire, les informations mentionnées dans cette section peuvent être confirmées par la base de données cinématographiques IMDb,  présente dans la section « Liens externes ».
- Titre français : Liens de sang[1]
- Titre original : Extrasensorial ou Blood Link
- Titre allemand : Blutspur
- Réalisateur : Alberto De Martino
- Scénario : Theodore Apstein
- Photographie : Romano Albani (it)
- Musique : Ennio Morricone
- Sociétés de production : Zadar Film, Palaggi
- Pays de production :  Allemagne de l'Ouest,  Italie
- Langue de tournage : anglais
- Format : Couleurs - Son mono - 35 mm
- Durée : 98 minutes (1h38)
- Genre : Film d'horreur, giallo
- Dates de sortie :
  - Royaume-Uni : 15 octobre 1982
  - Italie : 25 juillet 1986
  - Allemagne de l'Ouest : novembre 1987 (vidéocassette)

## Distribution
- Michael Moriarty : Keith Mannings, Craig Mannings
- Penelope Milford : Julie Warren
- Cameron Mitchell : Bud Waldo
- Geraldine Fitzgerald: Mme Thomason
- Sarah Langenfeld : Christine Webb
- Martha Smith (en) : Hedwig
- Alex Diakun : M. Adams